# Deszczno (gemeente)
De gemeente Deszczno is een landgemeente in het Poolse woiwodschap Lubusz, in powiat Gorzowski.
De zetel van de gemeente is in Deszczno.
Op 30 juni 2004 telde de gemeente 7299 inwoners.

## Oppervlakte gegevens
In 2002 bedroeg de totale oppervlakte van gemeente Deszczno 168,35 km², waarvan:
- agrarisch gebied: 50%
- bossen: 40%

De gemeente beslaat 13,93% van de totale oppervlakte van de powiat.

## Demografie
Stand op 30 juni 2004:
| Omschrijving                   | Totaal | Totaal | Vrouwen | Vrouwen | Mannen | Mannen |
| ------------------------------ | ------ | ------ | ------- | ------- | ------ | ------ |
| eenheid                        | aantal | %      | aantal  | %       | aantal | %      |
| inwoners                       | 7299   | 100    | 3664    | 50,2    | 3635   | 49,8   |
| bevolkingsdichtheid (inw./km²) | 43,4   | 43,4   | 21,8    | 21,8    | 21,6   | 21,6   |

In 2002 bedroeg het gemiddelde inkomen per inwoner 1300,2 zł.

## Administratieve plaatsen (sołectwo)
Białobłocie, Bolemin, Borek, Brzozówiec, Ciecierzyce, Deszczno, Dziersławice, Dzierżów, Glinik, Karnin, Kiełpin, Koszęcin, Krasowiec, Łagodzin, Maszewo, Niwica, Orzelec, Osiedle Poznańskie, Płonica, Prądocin, Ulim.

## Aangrenzende gemeenten
Bledzew, Bogdaniec, Gorzów Wielkopolski, Krzeszyce, Lubniewice, Santok, Skwierzyna
- Virtual International Authority File: 302419388